# پول رومی

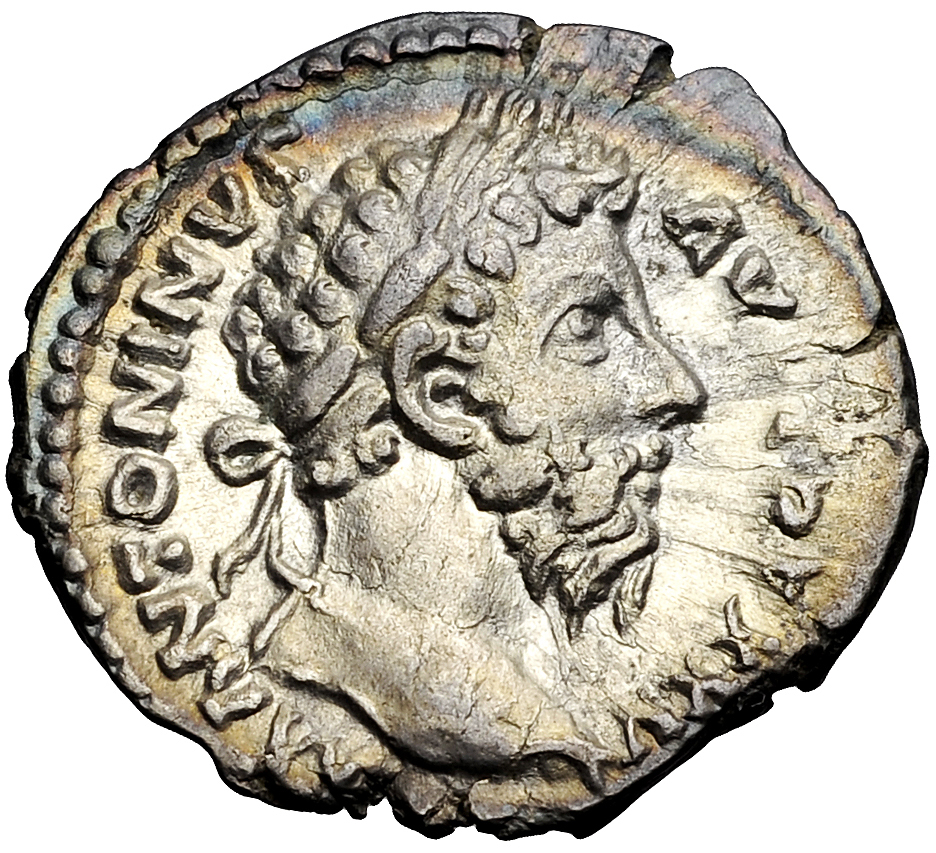
سکه با تصویر دناریوس

پول رومی (انگلیسی: Roman currency) برای بیشتر تاریخ شهر رم شامل طلا، نقره، برنز، اوریچالکوم و سکه مس بود. پول رومی از زمان معرفی به جمهوری روم، در قرن سوم پیش از میلاد، تا زمان امپراتوری روم، تغییرات زیادی در شکل، فرقه و ترکیب مشاهده کرد. یکی از ویژگی‌های ماندگار، تنزل تورمی و جایگزینی سکه‌ها در طول قرن‌ها بود. نمونه‌های بارز آن به دنبال اصلاحات دیوکلتیان بود. این روند تا دوران بیزانس ادامه یافت.
به دلیل قدرت اقتصادی و طول عمر دولت روم، پول رومی به‌طور گسترده در سراسر غرب اوراسیا و شمال آفریقا از دوران کلاسیک تا قرون وسطی مورد استفاده قرار گرفت. این به عنوان الگویی برای ارزهای خلفای اسلامی و دولت‌های اروپایی در قرون وسطی و عصر جدید عمل کرد. نام‌های پول رومی امروزه در بسیاری از کشورها از طریق سیستم پولی کارولینژ مانند عربی دینار (از سکه دناریوس، بریتانیا پوند استرلینگ، پزو (هر دو ترجمه رومی libra، واحد وزن)، و پرتغالی dinheiro (پول) باقی مانده‌است.